# Långträsket (Jokkmokks socken, Lappland, 736557-170844)
Långträsket är en sjö i Jokkmokks kommun i Lappland och ingår i Luleälvens huvudavrinningsområde. Sjön har en area på 0,104 kvadratkilometer och ligger 262,5 meter över havet. Sjön avvattnas av vattendraget Subbatbäcken.

## Delavrinningsområde
Långträsket ingår i det delavrinningsområde (736601-170751) som SMHI kallar för Mynnar i Sudokbäcken. Medelhöjden är 248 meter över havet och ytan är 5,76 kvadratkilometer. Det finns ett avrinningsområde uppströms, och räknas det in blir den ackumulerade arean 10,97 kvadratkilometer. Subbatbäcken som avvattnar avrinningsområdet har biflödesordning 4, vilket innebär att vattnet flödar genom totalt 4 vattendrag innan det når havet efter 133 kilometer. Avrinningsområdet består mestadels av skog (78 procent). Avrinningsområdet har 0,22 kvadratkilometer vattenytor vilket ger det en sjöprocent på 4,7 procent.